# Messini
Messini (tiếng Hy Lạp: ?) là một khu tự quản ở vùng Peloponnesos, Hy Lạp. Khu tự quản Messini có diện tích 562 km², dân số theo điều tra ngày 18 tháng 3 năm 2001 là 25859 người.